# Пантопс (Вирџинија)
Пантопс (енгл. Pantops) насељено је место без административног статуса у америчкој савезној држави Вирџинија.

## Демографија
По попису из 2010. године број становника је 3.027.
| Група             | 2000.    | 2010.         |
| Белци             | 0 (0,0%) | 2.259 (74,6%) |
| Афроамериканци    | 0 (0,0%) | 395 (13,0%)   |
| Азијати           | 0 (0,0%) | 153 (5,1%)    |
| Хиспаноамериканци | 0 (0,0%) | 150 (5,0%)    |
| Укупно            | 0        | 3.027         |